# Crnogorska kinematografija do 1918.
Povijest kinematografije o Crnoj Gori i Crnogorcima započinje listopada 1896. kada je francuski kamerman Henrу Le Lieure snimio posjet Rimu knjaza Nikole I. Petrovića u povodu udadbe njegove kćeri Jelene za tadašnjeg prijestolonasljednika Italije. 
Ta je storija ušla u film braće Lumieres pod naslovom  Matrimonio dei principi di Napoli a Roma, koji je prikazivan u Rimu 1897. godine. 
Bečki putujući kino Urania projektovao je 1902. prvu filmsku predstavu u Crnoj Gori a tom je prilikom snimljen i prvi film u Crnoj Gori, koji se zvao U crnim brdima, na Crnogorskom kneževskom dvoru. 
1907. je Srbin iz Vojvodine Miloš Gavrić organizirao kino na Cetinju. 
No, prvi, stalni elektro-kinematograf je otvorio Cetinjanin Ljubomir Tamindžić s grupom poduzetnika. Tim je povodom Cetinjski vjesnik u broju od 16. rujna 1908. godine izvjestio (citat orig. crnogorski):
"Kinematograf na Cetinju. Uskoro se otvara u prostorijama kafane Lovćen, kuće g. Petka Pajevića, trgovca, kinematograf, koji će svako veče davati po dvije predstave, od 8-9 i od 9-10 sati. Neđeljom i praznikom davaće i poslije podne sa spuštenim cijenama. Kinematograf je snabdijeven sa velikim izborom raznijeh interesantnih i šaljivih scena".
Tamindžić je simultano je prevodio radnju i natpise, te davao dodatna "obavještenja" publici tijekom projekcije. Od toga su vremena davane projekcije i u sali Zetski dom Crnogorskog kraljevskog kazališta.
Prigodom proglašenja Kraljevine Crne Gore 1910. na Cetinju su se našli snimatelji iz Rima, Beča, Budimpešte i Splita. Filmske zapise o tome su napravile tvrtke Pathe i Gaumont i prikazivale ih diljem Europe.
Godine 1910. putujući kino je u Nikšiću prikazao film Snjeguljica i sedam patuljaka.
Tijekom balkanskih ratova nekoliko je inozemnih filmskih tvrtki snimalo scene o borbama i pobjedama Crnogorske vojske. 
Pathe Freres je snimala filmske zapise i u Francuskoj kamo su se u egzilu našli crnogorski monarh i vlada. 
Za doba austrougarske okupacije 1916. – 1918. nekoliko bečkih filmskih producenata je u Crnoj Gori, pored ratnih izvješča, napravilo filmove o prirodnim ljepotama Crne Gore. 

## Vanjske poveznice
- O crnogorskoj kinematografiji